# Royal Russell Long
Royal Russell Long (15 de mayo de 1935 - 3 de noviembre de 1993) fue un secuestrador convicto estadounidense y presunto asesino en serie y violador en serie que recibió dos cadenas perpetuas por secuestrar a dos chicas. Long también es un posible sospechoso de las desapariciones y asesinatos de varias mujeres jóvenes y niñas en Wyoming y Oklahoma, junto con varios otros casos en Colorado y Misuri.

## Primeros años y antecedentes
Long nació el 15 de mayo de 1935 en Brazil, Indiana. En 1974, se mudó a la región de Rawlins, Wyoming, donde trabajó como carpintero y camionero de larga distancia a tiempo parcial en ferias y carnavales locales a partir de 1981. Long fue detenido el 26 de septiembre de 1984 en Albuquerque, Nuevo México, por el secuestro de la autoestopista Sharon Baldeagle, de 12 años, en Eagle Butte, Dakota del Sur, el 19 de septiembre de 1984, y su amiga. Baldeagle no estaba con él cuando fue arrestado. Long se declaró culpable de dos cargos de secuestro con el propósito de cometer libertades indecentes con una menor y fue sentenciado a dos cadenas perpetuas. Murió de un ataque cardíaco en 1993 en la Penitenciaría Estatal de Wyoming y nunca fue condenado en relación con ninguna persona desaparecida además de Baldeagle. 

### Asesinatos en el rodeo de Rawlins
- El 4 de julio de 1974, Carlene Brown, de 19 años, fue vista por última vez en Rawlins, Wyoming. Ese día, fue al recinto ferial para ver el rodeo Little Britches con su amiga Christine Ann "Christy" Gross, también de 19 años. [3] Después de eso, ambas desaparecieron y su automóvil fue descubierto más tarde abandonado, entre el recinto ferial y el pueblo de Worland, Wyoming, ubicado a más de 300 km al norte. En octubre de 1983, nueve años después de su desaparición, los restos de Christy fueron descubiertos a cinco km al sur de Sinclair, Wyoming.[4] Había muerto a causa de dos fuertes golpes en la cabeza. El esqueleto de Carlene no estaba en el lugar y no se la ha vuelto a ver ni a saber nada de ella desde entonces.
- El 4 de agosto de 1974, Deborah Rae Meyer, que entonces tenía 14 años, fue vista por última vez saliendo de la casa de un familiar en el área de las calles Séptima y Spruce en Rawlins, Wyoming. Tenía pensado caminar hasta un cine cercano y ver una película, pero nunca llegó. Se cree que Deborah fue secuestrada y asesinada porque nunca fue encontrada.[4][3]
- El 23 de agosto de 1974, Jayleen Dawn Banker, de 10 años, se separó de sus amigas mientras miraba el rodeo del condado de Carbon en el recinto ferial de Rawlins, Wyoming, y desapareció al instante. El 24 de abril de 1975, ocho meses después de su desaparición, el cuerpo parcialmente vestido de Jayleen fue descubierto en un campo cercano. Se determinó que su muerte fue un homicidio; había muerto por un fuerte golpe en la cabeza.[3] Fue identificada a través de historias clínicas y un anillo encontrado junto a sus huesos.

### Casos adicionales
Después de su condena, las autoridades vincularon a Long con varias desapariciones y muertes en las áreas de Wyoming y Oklahoma durante las décadas de 1970 y 1980, algunas de las cuales involucraron carnavales o eventos similares. Long tenía antecedentes de violencia sexual hacia mujeres jóvenes y su propia hija afirmó que él había abusado de ella durante años y lo había visto intentar atraer a otras niñas con cachorros o animales de peluche. Se encontraron animales de peluche en su automóvil cuando fue arrestado en Nuevo México. 
- Cinda Leann Pallett, de 13 años, fue vista por última vez con Charlotte June Kinsey, una de sus amigas también de trece años, el 26 de septiembre de 1981, en el recinto ferial estatal de Oklahoma en Oklahoma City, Oklahoma. Kinsey llamó por teléfono a casa para contar que ella y Pallett habían recibido una oferta de trabajo descargando peluches para el carnaval de un trabajador masculino. El hombre con el que fueron vistas afirmó ser un trabajador del carnaval y se había acercado a muchas otras visitantes jóvenes en la feria ese día. En agosto de 1985, Long fue acusado de secuestrar y matar a Charlotte y Cinda después de que confirmara a los investigadores que estaba en la feria estatal de Oklahoma el día que las niñas fueron secuestradas y fue reconocido por varios testigos oculares como el hombre que se había acercado a otras chicas con la misma oferta de trabajo descargando juguetes por unas horas. Utilizando pruebas forenses, se examinaron los cabellos descubiertos en el maletero del automóvil de Long y se identificaron como pertenecientes a Cinda. Los investigadores creen que un mechón de pelo rubio que encontraron en la casa de Long en Wyoming podría ser de Charlotte. Sin embargo, los cargos contra Long fueron retirados en diciembre de 1985 después de que el juez desestimara el testimonio de la hija de Long y las pruebas físicas. Ninguna de las niñas ha sido encontrada y Long es el principal sospechoso de su desaparición.
- Carolyn Celeste Eaton, de 17 años, anteriormente conocida como Valentine Sally, fue una adolescente que fue encontrada asesinada el 14 de febrero de 1982, al oeste de Williams, Arizona. Se cree que la causa de su muerte fue asfixia y fue vista por última vez con vida en Monte Carlo Truck Stop en Ash Fork, Arizona en la madrugada del 3 de febrero de 1982, una parada de camiones en la Interestatal 40.[7][8] La policía sospecha de Long, considerando que no tenía secuestros documentados en este periodo de tiempo y tenía un gran parecido con la descripción del hombre visto con Eaton. También se cree que Long viajó por la Interestatal 40 después del asesinato de Pallet y Kinsey en septiembre de 1981.[2] El 14 de febrero, un oficial del Departamento de Seguridad Pública de Arizona descubrió el cuerpo de Eaton en dirección oeste en la Interestatal 40, a 17 km de Williams, Arizona, mientras buscaba una llanta desprendida de un camión que había tenido un accidente.[9] Eaton fue positivamente identificada el 22 de febrero de 2021; se había escapado de su casa en Bellefontaine Neighbors, Missouri el 25 de diciembre de 1981, y se cree que hizo autostop hacia Arizona.[10]
- Sharon Baldeagle, de doce años, huyó de su ciudad natal de Eagle Butte, Dakota del Sur, el 18 de septiembre de 1984, junto con una amiga llamada Sandi Brokenleg, de quince. Fueron recogidas cerca de Casper, Wyoming por Long y condujo hasta su residencia en Evansville, Wyoming, donde las retuvo a punta de pistola y las maniató antes de someterlas a graves abusos físicos y sexuales. Brokenleg consiguió escapar y denunciarle, y cuando las autoridades llegaron a la casa de Long, no lo encontraron ni a él ni a Sharon. Una semana después, Long fue detenido en Albuquerque, Nuevo Mexico. Afirmó haber dejado a Sharon en Cheyenne, Wyoming y dijo que no sabía si estaba viva o no. Aseguró creer que eran mayores y que las relaciones sexuales fueron consentidas, a cambio del dinero que las chicas necesitaban. Long recibió dos condenas perpetuas tras declararse culpable de dos cargos de secuestro con la intención de cometer actos indecentes con una menor. Baldeagle nunca fue encontrada.